# Équipe d'Italie des moins de 16 ans de football
L'équipe d'Italie de football des moins de 16 ans est constituée par une sélection des meilleurs joueurs italiens de moins de 16 ans sous l'égide de la Fédération d'Italie de football.
L'équipe d'Italie des moins de 16 ans est une équipe nourricière de l'équipe d'Italie des moins de 17 ans de football.
Ils jouent la majorité de leurs matches à domicile au Stadio Comunale Filippo Pirani à Grottammare (Marches).

## Palmarès
- Championnat d'Europe de football des moins de 16 ans

Vainqueur en 1982, 1987

## Joueurs et personnalités de l'équipe

### Sélectionneurs
- 2011-2013 :  Daniele Zoratto
- 2014 :  Daniele Zoratto
- 2016- :  Daniele Zoratto

### Anciens joueurs
- Gianluigi Buffon
- Giorgio Chiellini
- Francesco Totti
- Ramën Çepele